# Can Tho
Can Tho (vietnamsky Cần Thơ) je město v jižním Vietnamu. Leží na řece Sông Hậu, která je jedním z ramen Mekongu v jeho deltě.
V roce 2006 se počet obyvatel města i s periferními oblastmi odhadoval na více než 1 milion. Can Tho je jedním z pěti vietnamských měst, která mají status "města pod ústřední správou", což odpovídá statutu provincie. V současnosti zažívá - i díky své poloze ve středu delty Mekongu - značný rozkvět, roste jeho hospodářský význam a zároveň se stává i universitním a turistickým centrem.

## Správní rozdělení
Město je rozděleno do osmi okresů.
- Ninh Kiều
- Bình Thủy
- Cái Răng
- Ô Môn
- Thốt Nốt
- Phong Điền
- Cờ Đỏ
- Thới Lai
- Vĩnh Thạnh

## Partnerská města
- Amol, Írán
- Jižní Čolla, Jižní Korea
- Nice, Francie
- Phnompenh, Kambodža
- Riverside, Kalifornie, Spojené státy americké
- Šan-tchou, Čína